# Metropolia São Paulo
Metropolia São Paulo – metropolia Kościoła rzymskokatolickiego w Brazylii. Składa się z metropolitalnej archidiecezji São Paulo i 10 diecezji, w tym jednej będącej eparchią Kościoła maronickiego i jednej będącej eparchią Kościoła melchickiego. Metropolia została erygowana 7 czerwca 1908 bullą Dioecesium nimiam amplitudinem papieża Piusa X. Od 2007 godność metropolity sprawuje kardynał Odilo Scherer.

## Charakterystyka
W skład metropolii wchodzą:
- archidiecezja São Paulo
  - diecezja Campo Limpo
  - diecezja Guarulhos
  - diecezja Mogi das Cruzes
  - eparchia Nossa Senhora do Líbano em São Paulo (maronicka)
  - eparchia Nossa Senhora do Paraíso em São Paulo (melchicka)
  - diecezja Osasco
  - diecezja Santo Amaro
  - diecezja Santo André
  - diecezja Santos
  - diecezja São Miguel Paulista

Prowincja kościelna São Paulo wraz z metropoliami Aparecida, Botucatu, Campinas, Ribeirão Preto i Sorocaba tworzą region kościelny Południe 1 (Regional Sul 1), zwany też regionem São Paulo.

## Metropolici
- abp Duarte Leopoldo e Silva (1908–1938)
- abp José Gaspar d’Afonseca e Silva (1939–1943)
- abp Carlos Carmelo de Vasconcellos Motta (1944–1964), następnie kardynał, arcybiskup Aparecidy
- abp Agnelo Rossi (1964–1970), następnie kardynał, prefekt Kongregacji ds. Ewangelizacji Narodów
- abp Paulo Evaristo Arns, OFM (1970–1998), od 1973 kardynał
- abp Cláudio Hummes, OFM (1998–2006), następnie kardynał, prefekt Kongregacji ds. Duchowieństwa
- abp Odilo Scherer (od 2007), następnie kardynał